# Cloud Cult
Cloud Cult — экспериментальная инди-рок-группа из Миннеаполиса, Миннесота, фронтменом которой является Крейг Минова. Название группы происходит от древних пророчеств коренных жителей Северной Америки.

## История
Cloud Cult основана в 1995 году Крегом Минова, который собрал нескольких артистов и предложил им поработать над его сольными записями. Ранние работы группы помогли заработать Cloud Cult несколько предложений от звукозаписывающих студий, но все они были отвергнуты в пользу самоиздания. Когда они начали играть вживую, одной из наиболее отличительных черт их выступлений было живое рисование Конни Минова и Скота Вэста: после выступления у каждого была уже готовая картина, которые участвовали в аукционе, по завершении вечера.
В 1997 году солист Крейг Минова основал звукозаписывающую студию Earthology Records на своей органической ферме, она работает на геотермальной энергии и построена частично из переработанного дерева и пластмассы.
Этот некоммерческий лейбл использует только переработанное сырьё и жертвует всю прибыль на экологическую благотворительность. Также группа ездит в туры в биодизельном фургоне.
В 2002 году, вскоре после неожиданной смерти своего двухлетнего сына Каидин, Минова записал песни чтобы смириться с утратой. Следующий альбом Cloud Cult вышел летом в 2002 под названием Lost Songs from the Lost Years, десятилетний сборник неизданных работ Крейга Минова. They Live on the Sun был закончен в 2003 и стал синглом номер 1 на университетских радиостанциях в пределах страны. В январе 2004, Cloud Cult приняли в группу Мару Стемм и всего шесть месяцев спустя выпускают новый альбом. Альбом был номинирован на Minnesota Music Awards в номинации «Альбом года» вместе с Prince и Paul Westerberg. Далее группа отправилась на своём фургоне с солнечными панелями в тур по стране. В 2006 Cloud Cult выпустили альбом Advice from the Happy Hippopotamus, который электронный журнал Pitchfork Media назвал «сумасшедшим гением», а также оценил его на 8.3. Печатное издание The Denver Post внесло альбом The Meaning of 8, выпущенный в 2007, в десятку альбомов последнего десятилетия, наряду с такими группами как Modest Mouse, The Flaming Lips и Radiohead.
Cloud Cult выпустили новы альбом названый Feel Good Ghosts (Tea-Partying Through Tornadoes) 8 апреля 2008. Альбом был записан и спродюсирован на маленькой органической ферме Крейга Минова в северной Миннесоте. «Это место находится так далеко в глуши, что ты едва ли ты сможешь найти его, ведь оно не обозначено на карте», сказал Дэн Молтанто, продюсер MTV который привел съемочную команду на ферму, чтобы снять короткометражный фильм о группе.
Крейг сказал, что, возможно, это последний альбом Cloud Cult: «Я не думаю, что будет ещё один альбом в ближайшее время. А может быть — больше никогда, я не знаю». На сайте группы было написано: «группа планирует взять небольшой перерыв, для того чтобы больше времени уделять семье, в конце 2008 по 2009».
В октябре 2008, Cloud Cult были приглашены принять участие в рекламе animated Esurance. На съёмках группа исполняла песню «Lucky Today», плавая на облаках. Эта и другие песни доступны для бесплатного скачивания на сайте Esurance.
Весной 2009, Cloud Cult сняли «No One Said It Would Be Easy» полнометражный фильм о группе.
На музыкальном фестивале Coachella 2009, Крейг объявил, что Конни не будет выступать, так как она не хорошо себя чувствует, будучи беременной. Они продолжили турне и появились на втором году ежегодной вечеринки которая проходит в Миннесоте «St Johns Block Party» под открытым небом, перед более чем 7,000 фанатов.
Группа объявила о перерыве, начинавшемся с 23 августа 2009 года, в тот день Конни и Крейг стали родителями. Они возобновили концерты, начинав с нескольких штатов, в конце весны 2010, а по всей стране — осенью 2010.
Весной 2010 Cloud Cult поучаствовали в записи альбома Think Out Loud, который создается для бездомных в Twin Cities.
В начале 2010 года группа объявила о выпуске нового альбома под названием Light Chasers, который должен был выйти 14 сентября 2010.
Несмотря на планы, альбом полностью оказался в интернете в начале июля 2010 года. Главный сингл в альбоме «Running With The Wolves» был выпущен в апреле 2010 транслировался на местных и национальных радиостанциях. Группа отправилась в тур в поддержку нового альбома.
Весной 2011 музыка Cloud Cult была использована в рекламе на BBC America для Petrobras, бразильской энергетической компании.
Летом 2011 Cloud Cult выступили на фестивале St. John’s Block Party in Rochester, MN; они стали первой группой, выступившей на этом фестивале трижды. Крейн и Конни сказали, что они ждут St. John’s Block Party 2011 года.

## Награды
Minnesota Music Awards 2004: «Исполнитель года» за студийный альбом Aurora Borealis.

## Участники групп
- Крейг Минова — исполнитель/автор песен/гитара
- Арлин Пайфер — барабаны
- Шеннон Фрид — скрипка
- Даниэль Замзов — виолончель
- Шон Нири — бас-гитара, тромбон
- Сара Элхард — клавишные/валторна/труба
- Конни Минова — художник
- Скотт Вэест — художник/труба

## Бывшие участники
- Сара Янг — виолончель
- Дэн Гринвуд — барабаны
- Мара Стэмм — бас-гитара
- Мэтью Фрид — бас-гитара
- Мартин Бегьюe
- Эдуардо Ваз
- Адриан Грот/Янг

## Дискография

### Студийные альбомы
- The Shade Project (1994)
- Who Killed Puck? (2001)
- Lost Songs from the Lost Years (2002)
- They Live on the Sun (2003)
- Aurora Borealis (2004)
- Advice from the Happy Hippopotamus (2005)
- The Meaning of 8 (2007)
- Feel Good Ghosts (Tea-Partying Through Tornadoes) (2008)
- Lost Songs from the Lost Years [Limited Re-Release] (2009)
- Light Chasers (Сентябрь 2010)
- Love (2013)
- Unplug (2014)

### Фильмы
- No One Said It Would Be Easy — A Film About Cloud Cult (2009)